# Vliegvelden gesorteerd naar IATA-code S
Dit is een lijst van vliegvelden gesorteerd op IATA-code met de beginletter S.
| IATA    | ICAO      | Luchthaven                     | Stad                           | Land                         |
| ------- | --------- | ------------------------------ | ------------------------------ | ---------------------------- |
| SAB     | TNCS      | Juancho E. Yrausquin           | The Bottom                     | Caribisch Nederland          |
| SAH     | OYSN      | Sanaa International            | Sanaa                          | Jemen                        |
| SAL     | MSLP      | El Salvador Intl               | San Salvador                   | El Salvador                  |
| SAN     | KSAN      | San Diego International        | San Diego                      | Verenigde Staten             |
| SAP     | MHLM      | La Mesa Intl                   | San Pedro Sula                 | Honduras                     |
| SAT     | KSAT      | San Antonio International      | San Antonio                    | Verenigde Staten             |
| SAV     | KSAV      | Hilton Head Intl               | Savannah                       | Verenigde Staten             |
| SAW     | LTFJ      | Sabiha Gokcen                  | Istanbul                       | Turkije                      |
| SBD     | KSBD      | San Bernardino International   | San Bernardino                 | Verenigde Staten             |
| SBH     | TFFJ      | Gustaf III                     | Saint Barthelemy               | Frankrijk                    |
| SBN     | KSBN      | South Bend International       | South Bend                     | Verenigde Staten             |
| SCL     | SCEL      | Arturo Merino Benítez          | Santiago                       | Chili                        |
| SCN     | EDDR      | Saarbruecken Airport           | Saarbrücken                    | Duitsland                    |
| SCQ     | LEST      | Santiago de Compostela         | Santiago de Compostella        | Spanje                       |
| SCU     | MUCU      | Antonio Maceo Intl             | Santiago                       | Cuba                         |
| SCW     | UUYY      | Syktyvkar                      | Syktyvkar                      | Rusland                      |
| SDA/BGW | ORBS/ORBI | Bagdad                         | Bagdad                         | Irak                         |
| SDF     | KSDF      | Louisville Intl-Standiford Fld | Louisville                     | Verenigde Staten             |
| SDQ     | MDSD      | Las Américas Intl              | Santo Domingo                  | Dominicaanse Republiek       |
| SDR     | LEXJ      | Santander Airport              | Santander                      | Spanje                       |
| SEA     | KSEA      | Seattle-Tacoma Intl            | Seattle                        | Verenigde Staten             |
| SEB     | HLLS      | Sebha                          | Sebha                          | Libië                        |
| SEL     | RKSS      | alle vliegvelden               | Seoel                          | Zuid-Korea                   |
| SEN     | EGMC      | Southend                       | Southend                       | Verenigd Koninkrijk          |
| SEZ     | FSIA      | Seychelles Intl                | Seychellen                     | Seychellen                   |
| SFA     | DTTX      | Thyna                          | Sfax                           | Tunesië                      |
| SFB     | KSFB      | Sanford Intl                   | Orlando                        | Verenigde Staten             |
| SFG     | TFFG      | L'Espérance                    | Sint-Maarten (Franse Antillen) | Frankrijk                    |
| SFL     | GVSF      | Sao Filipe                     | Sao Filipe                     | Kaapverdië                   |
| SFO     | KSFO      | San Francisco International    | San Francisco                  | Verenigde Staten             |
| SFS     | RPLB      | Subic Bay                      | Subic Bay                      | Filipijnen                   |
| SFT     | ESNS      | Skellefteå Airport             | Skellefteå                     | Zweden                       |
| SGE     | EDGS      | Siegerland                     | Siegen                         | Duitsland                    |
| SGN     | VVTS      | Tân Sơn Nhất                   | Ho Chi Minhstad                | Vietnam                      |
| SHA     | ZSSS      | Shanghai Hongqiao              | Shanghai                       | China                        |
| SHE     | ZYTX      | Taoxian                        | Shenyang                       | China                        |
| SHJ     | OMSJ      | Sharjah                        | Sharjah                        | Verenigde Arabische Emiraten |
| SHM     | RJBD      | Nanki-Shirahama Tanabe         | Tanabe                         | Japan                        |
| SID     | GVAC      | Amilcar Cabral Intl            | Sal                            | Kaapverdië                   |
| SIN     | WSSS      | Changi                         | Singapore                      | Singapore                    |
| SIP     | UKFF      | Simferopol                     | Simferopol                     | Oekraïne                     |
| SJC     | KSJC      | Norman Y. Mineta Intl          | San Jose                       | Verenigde Staten             |
| SJD     | MMSD      | Los Cabos Intl                 | San José del Cabo              | Mexico                       |
| SJJ     | LQSA      | Sarajevo                       | Sarajevo                       | Bosnië en Herzegovina        |
| SJO     | MROC      | Juan Santamaría Intl           | San José                       | Costa Rica                   |
| SJU     | TJSJ      | Luis Muñoz Marín               | San Juan                       | Puerto Rico                  |
| SJW     | ZBSJ      | Zhengding                      | Shijiazhuang                   | China                        |
| SKB     | TKPK      | Robert L Bradshaw Intl         | Saint Kitts                    | Saint Kitts en Nevis         |
| SKD     | UTSS      | Samarkand                      | Samarkand                      | Oezbekistan                  |
| SKG     | LGTS      | Makedonia                      | Thessaloniki                   | Griekenland                  |
| SKO     | DNSO      | Siddiq Abubakar Iii Intl       | Sokoto                         | Nigeria                      |
| SKP     | LWSK      | Skopje Alexander de Grote      | Skopje                         | Noord-Macedonië              |
| SKS     | EKSP      | Skrydstrup                     | Vojens                         | Denemarken                   |
| SLC     | KSLC      | Salt Lake City International   | Salt Lake City                 | Verenigde Staten             |
| SLP     | MMSP      | Ponciano Arriaga Intl          | San Luis Potosí                | Mexico                       |
| SLW     | MMIO      | Plan de Guadalupe Intl         | Saltillo                       | Mexico                       |
| SMA     | LPAZ      | Santa Maria Island             | Santa Maria                    | Portugal                     |
| SMF     | KSMF      | Sacramento International       | Sacramento                     | Verenigde Staten             |
| SMI     | LGSM      | Aristarchos of Samos           | Samos                          | Griekenland                  |
| SNE     | GVSN      | Preguica                       | Sao Nicolau                    | Kaapverdië                   |
| SNN     | EINN      | Shannon International          | Shannon                        | Ierland                      |
| SOB     | LHSM      | Balaton                        | Saarmelleek                    | Hongarije                    |
| SOF     | LBSF      | Sofia                          | Sofia                          | Bulgarije                    |
| SOO     | ESNY      | Soderhamn                      | Soderhamn                      | Zweden                       |
| SOU     | EGHI      | Southampton                    | Southampton                    | Verenigd Koninkrijk          |
| SOZ     | LFKS      | Solenzara                      | Ventiseri                      | Frankrijk                    |
| SPC     | GCLA      | La Palma                       | Santa Cruz de la Palma         | Spanje                       |
| SPN     | PGSN      | Saipan Intl                    | Saipan                         | Noordelijke Marianen         |
| SPU     | LDSP      | Split                          | Split                          | Kroatië                      |
| SQQ     | EYSA      | Siauliai Intl                  | Siauliai                       | Litouwen                     |
| SRG     | WARS      | Achmad Yani                    | Semarang                       | Indonesië                    |
| SSA     | SBSV      | Dep. L. E. Magalhaes Intl      | Salvador                       | Brazilië                     |
| SSD     | FNUD      | Lubango                        | Lubango                        | Angola                       |
| SSG     | FGSL      | Malabo                         | Malabo                         | Equatoriaal-Guinea           |
| SSH     | HESH      | Sharm-el-Sheikh International  | Sharm-el-Sheikh                | Egypte                       |
| STD     | SVSO      | Mayor Buenaventura Vivas Intl  | Santo Domingo                  | Venezuela                    |
| STI     | MDST      | Cibao Intl                     | Santiago                       | Dominicaanse Republiek       |
| STL     | KSTL      | Lambert-St Louis Intl          | Saint Louis                    | Verenigde Staten             |
| STN     | EGSS      | Stansted                       | Londen                         | Verenigd Koninkrijk          |
| STR     | EDDS      | Stuttgart Airport              | Stuttgart                      | Duitsland                    |
| STW     | URMT      | Shpakovskoye                   | Stavropol                      | Rusland                      |
| SUB     | WRSJ      | Juanda                         | Surabaya                       | Indonesië                    |
| SUF     | LICA      | Lamezia Terme Airport          | Lamezia Terme                  | Italië                       |
| SVG     | ENZV      | Stavanger Sola                 | Stavanger                      | Noorwegen                    |
| SVO     | UUEW/UUEE | Sjeremetjevo                   | Moskou                         | Rusland                      |
| SVQ     | LEZL      | Sevilla Airport                | Sevilla                        | Spanje                       |
| SVX     | USSS      | Koltsovo                       | Jekaterinburg                  | Rusland                      |
| SWF     | KSWF      | Stewart International          | Newburgh                       | Verenigde Staten             |
| SXB     | LFST      | Entzheim                       | Straatsburg                    | Frankrijk                    |
| SXF     | EDDB      | Schoenefeld                    | Berlijn                        | Duitsland                    |
| SYD     | YSSY      | Kingsford Smith                | Sydney                         | Australië                    |
| SYR     | KSYR      | Hancock Intl                   | Syracuse                       | Verenigde Staten             |
| SYX     | ZJSY      | Fenghuang                      | Sanya                          | China                        |
| SYZ     | OISS      | Shiraz                         | Shiraz                         | Iran                         |
| SZB     | WMSA      | Sultan Abdul Aziz Shah-Subang  | Kuala Lumpur                   | Maleisië                     |
| SZF     | LTFH      | Carsamba                       | Samsun                         | Turkije                      |
| SZG     | LOWS      | W.A. Mozart                    | Salzburg                       | Oostenrijk                   |
| SZW     | EDOP      | Parchim                        | Schwerin                       | Duitsland                    |
| SZX     | ZGSZ      | Shenzhen Bao'an                | Shenzhen                       | China                        |
| SZZ     | EPSC      | Goleniow                       | Szczecin                       | Polen                        |

A · B · C · D · E · F · G · H · I · J · K · L · M · N · O · P · Q · R · S · T · U · V · W · X · Y · Z · (alles)